# Цветной дождь
Цветные дожди состоят из обыкновенных капель воды, содержащей в себе различные примеси. Особые дожди также представляют падение обыкновенного дождя и посторонних предметов, поднятых в атмосферу сильным ветром или смерчем.

## Красные (кровяные) дожди
О них упоминают ещё древние учёные и писатели, например, Гомер в «Илиаде» (стихи 52—54 песни XI и стих 459 песни XVI), Плутарх, и средневековые, такие как Аль-Газен. Есть упоминание о подобном явлении в Библии (Исход 7:19). Наиболее известные дожди этого рода выпали:
- 1803 год, февраль — в Италии;
- 1813 год, февраль — в Калабрии;
- 1838 год, апрель — в Алжире;
- 1842 год, март — в Греции;
- 1852 год, март — в Лионе;
- 1869 год, март — в Сицилии;
- 1870 год, февраль — в Риме;
- 1887 год, июнь — в Фонтенбло.

Наблюдаются кровяные дожди и вне Европы, например, на островах Зелёного мыса, на мысе Доброй Надежды и т. д. Кровяные дожди происходят от примеси к обычным дождям красной пыли, состоящей из мельчайших организмов красного цвета. Родина этой пыли — Африка, где она сильными ветрами вздымается на большую высоту и переносится верхними воздушными течениями в Европу. Отсюда её другое название — «пассатная пыль». Из-за этой пыли в срединной части Атлантического океана воздух нередко затемняется настолько, что эта часть именуется «Тёмным морем» у древних греков и римлян. Обстоятельные исследования красных дождей проводил Эренберг, который собрал множество документальных свидетельств с XVI в. до н. э. (в том числе с 461 г. до н. э. у римских писателей) до последней четверти XIX века. В 1849 году он опубликовал монографию «Пассатная пыль и кровяной дождь» (нем. Passat-Staub und Blut-Regen).

## Чёрные дожди
Появляются вследствие примеси к обычным дождям вулканической или же космической пыли. 9 ноября 1819 года в Монреале, в Канаде, выпал чёрный дождь. Подобный случай наблюдался также 14 августа 1888 года на мысе Доброй Надежды. Чёрный дождь прошел 29 апреля 2020 г. в Чувашии; Синоптики объяснили, что такое явление связано с резкими порывами ветра, которые приносят из центральных регионов России песок; именно он, смешиваясь с водой, дал такой оттенок.

## Белые (молочные) дожди
Наблюдаются в тех местах, где находятся меловые горные породы. Меловая пыль уносится вверх и окрашивает дождевые капли в белый молочный цвет.

## Жёлтые дожди
Происходят вследствие примеси к обычным дождям цветочной пыльцы различных растений, например, пихты, ольхи, орешника, плаунов, степных злаковых растений, конопли и прочих. Жёлтые дожди ежегодно выпадают в мае на юге Западной Сибири, что связано с переносом насыщенных пыльцой воздушных масс из предгорных степей Восточного Казахстана и Чуйской долины Киргизии, где в это время интенсивно цветут злаковые растения и конопля. В начале мая 2009 года жёлтые дожди выпали в Кабардино-Балкарии, Северной Осетии, Ставропольском крае. 

## Зелёные дожди
26 апреля 2012 года в Москве и Московской области прошли зелёные дожди с примесью пыльцы деревьев, в основном берёзы.

## Особые, растительные дожди
Состоят из зёрен овса, ржи, из листьев, цветов и прочих растительных примесей. В пример можно привести дождь из листьев дуба, выпавший в муниципалитете Отреш во Франции, 9 апреля 1869 года, при тихой погоде и совершенно безоблачном небе. Листья появились высоко в небе в виде светлых точек и падали на землю почти в отвесном направлении. Причина явления — весьма сильный вихрь, промчавшийся над данной местностью 3 апреля, сорвавший и поднявший вверх множество листьев дубов. Другим примером может служить дождь из апельсинов, выпавший 8 июля 1833 года близ Неаполя.